# Praga (Samostrzałów)
Praga – część wsi Samostrzałów w Polsce, położona w województwie świętokrzyskim, w powiecie pińczowskim, w gminie Kije.
W latach 1975–1998 Praga administracyjnie należała do województwa kieleckiego.